# Seguenzia ionica
Seguenzia ionica är en snäckart som beskrevs av Watson 1879. Seguenzia ionica ingår i släktet Seguenzia och familjen Seguenziidae. Inga underarter finns listade i Catalogue of Life.